# Flick of the Switch/Monsters of Rock Tour
Flick of the Switch/Monsters of Rock Tour bylo koncertní turné australské hardrockové skupiny AC/DC, které sloužilo jako propagace studiového alba Flick of the Switch. V rámci turné se skupina účastnila festivalového turné Monsters of Rock po Evropě a také festivalu Rock in Rio. Jednalo se o první turné skupiny s bubeníkem Simonem Wrightem, který nahradil Phila Rudda.

## Setlist
1. "Guns for Hire"
2. "Shoot to Thrill"
3. "Sin City"
4. "Back in Black"
5. "Bad Boy Boogie"
6. "Rock and Roll Ain't Noise Pollution"
7. "Flick of the Switch"
8. "Hells Bells"
9. "The Jack"
10. "Dirty Deeds Done Dirt Cheap"
11. "Highway to Hell"
12. "Whole Lotta Rosie"
13. "Let There Be Rock"
14. "T.N.T."

Přídavek:
1. "You Shook Me All Night Long"
2. "For Those About to Rock (We Salute You)"

## Sestava
AC/DC
- Brian Johnson – (zpěv)
- Angus Young – (sólová kytara)
- Malcolm Young – (doprovodná kytara, doprovodné vokály)
- Cliff Williams – (baskytara, doprovodné vokály)
- Simon Wright – (bicí)

## Turné v datech
| Datum                         | Město            | Stát            | Místo                                   |
| Severní Amerika               | Severní Amerika  | Severní Amerika | Severní Amerika                         |
| ----------------------------- | ---------------- | --------------- | --------------------------------------- |
| 11. října 1983                | Vancouver        | Kanada          | Pacific Coliseum                        |
| 13. října 1983                | Tacoma           | Spojené státy   | Tacoma Dome                             |
| 14. října 1983                | Portland         | Spojené státy   | Memorial Coliseum                       |
| 17. října 1983                | Inglewood        | Spojené státy   | The Forum                               |
| 18. října 1983                | Inglewood        | Spojené státy   | The Forum                               |
| 19. října 1983                | Daly City        | Spojené státy   | Cow Palace                              |
| 20. října 1983                | Daly City        | Spojené státy   | Cow Palace                              |
| 22. října 1983                | Tempe            | Spojené státy   | Compton Terrace Amphitheatre            |
| 23. října 1983                | Albuquerque      | Spojené státy   | Tingley Coliseum                        |
| 24. října 1983                | Denver           | Spojené státy   | McNichols Sports Arena                  |
| 26. října 1983                | Kansas City      | Spojené státy   | Kemper Arena                            |
| 27. října 1983                | Dallas           | Spojené státy   | Reunion Arena                           |
| 28. října 1983                | San Antonio      | Spojené státy   | HemisFair Arena                         |
| 29. října 1983                | Austin           | Spojené státy   | Frank Erwin Center                      |
| 30. října 1983                | Houston          | Spojené státy   | The Summit                              |
| 1. listopadu 1983             | Memphis          | Spojené státy   | Mid-South Coliseum                      |
| 2. listopadu 1983             | St. Louis        | Spojené státy   | St. Louis Arena                         |
| 3. listopadu 1983             | Indianapolis     | Spojené státy   | Market Square Arena                     |
| 4. listopadu 1983             | Notre Dame       | Spojené státy   | Edmund P. Joyce Center                  |
| 6. listopadu 1983             | Saint Paul       | Spojené státy   | St. Paul Civic Center                   |
| 7. listopadu 1983             | Peoria           | Spojené státy   | Peoria Civic Center                     |
| 8. listopadu 1983             | Omaha            | Spojené státy   | Omaha Civic Auditorium                  |
| 9. listopadu 1983             | Rosemont         | Spojené státy   | Rosemont Horizon                        |
| 11. listopadu 1983            | Cincinnati       | Spojené státy   | Riverfront Coliseum                     |
| 12. listopadu 1983            | Lexington        | Spojené státy   | Rupp Arena                              |
| 13. listopadu 1983            | Roanoke          | Spojené státy   | Roanoke Civic Center                    |
| 14. listopadu 1983            | Filadelfie       | Spojené státy   | The Spectrum                            |
| 15. listopadu 1983            | Filadelfie       | Spojené státy   | The Spectrum                            |
| 16. listopadu 1983            | Evansville       | Spojené státy   | Roberts Municipal Stadium               |
| 17. listopadu 1983            | Detroit          | Spojené státy   | Joe Louis Arena                         |
| 18. listopadu 1983            | Detroit          | Spojené státy   | Joe Louis Arena                         |
| 20. listopadu 1983            | Atlanta          | Spojené státy   | The Omni                                |
| 21. listopadu 1983            | Atlanta          | Spojené státy   | The Omni                                |
| 22. listopadu 1983            | Birmingham       | Spojené státy   | Birmingham–Jefferson Convention Complex |
| 23. listopadu 1983            | Bilxoi           | Spojené státy   | Mississippi Coast Coliseum              |
| 25. listopadu 1983            | Pembroke Pines   | Spojené státy   | Hollywood Sportatorium                  |
| 26. listopadu 1983            | Lakeland         | Spojené státy   | Lakeland Civic Center                   |
| 27. listopadu 1983            | Columbia         | Spojené státy   | Carolina Coliseum                       |
| 28. listopadu 1983            | Hampton          | Spojené státy   | Hampton Coliseum                        |
| 30. listopadu 1983            | Pittsburgh       | Spojené státy   | Pittsburgh Civic Arena                  |
| 1. prosince 1983              | Buffalo          | Spojené státy   | Buffalo Memorial Auditorium             |
| 2. prosince 1983              | Worcester        | Spojené státy   | Worcester Centrum                       |
| 3. prosince 1983              | Worcester        | Spojené státy   | Worcester Centrum                       |
| 4. prosince 1983              | Hartford         | Spojené státy   | Hartford Civic Center                   |
| 5. prosince 1983              | New York City    | Spojené státy   | Madison Square Garden                   |
| 6. prosince 1983              | Providence       | Spojené státy   | Providence Civic Center                 |
| 8. prosince 1983              | Uniondale        | Spojené státy   | Nassau Veterans Memorial Coliseum       |
| 9. prosince 1983              | East Rutherford  | Spojené státy   | Brendan Byrne Arena                     |
| 10. prosince 1983             | New Haven        | Spojené státy   | New Haven Coliseum                      |
| 11. prosince 1983             | Landover         | Spojené státy   | Capital Centre                          |
| 12. prosince 1983             | Landover         | Spojené státy   | Capital Centre                          |
| 14. prosince 1983             | Richfield        | Spojené státy   | Richfield Coliseum                      |
| 15. prosince 1983             | Toronto          | Kanada          | Maple Leaf Gardens                      |
| 16. prosince 1983             | Montréal         | Kanada          | Montreal Forum                          |
| Evropa/ Monsters of Rock Tour |                  |                 |                                         |
| 11. srpna 1984                | San Sebastián    | Španělsko       | Velódromo de Anoeta                     |
| 18. srpna 1984                | Castle Donington | Anglie          | Donington Park                          |
| 25. srpna 1984                | Stockholm        | Švédsko         | Råsunda Stadium                         |
| 31. srpna 1984                | Winterthur       | Švýcarsko       | Stadion Schützenwiese                   |
| 1. září 1984                  | Karlsruhe        | Německo         | Wildparkstadion                         |
| 2. září 1984                  | Norimberk        | Německo         | Stadion am Dutzendteich                 |
| 5. září 1984                  | Řím              | Itálie          | Nettuno Stadio Comunale                 |
| 7. září 1984                  | Turín            | Itálie          | Stadio Olimpico di Torino               |
| 11. září 1984                 | Paříž            | Francie         | Palais Omnisports de Paris-Bercy        |
| 12. září 1984                 | Lyon             | Francie         | Halle Tony Garnier                      |
| 14. září 1984                 | Madrid           | Španělsko       | Estadio Roman Valero                    |
| 16. září 1984                 | Barcelona        | Španělsko       | Estadio Municipal Narcias Sala          |
| Rock in Rio                   |                  |                 |                                         |
| 15. ledna 1985                | Rio de Janeiro   | Brazílie        | Cidade do Rock                          |
| 19. ledna 1985                | Rio de Janeiro   | Brazílie        | Cidade do Rock                          |